# 埃本·厄普顿
埃本·克里斯托弗·厄普顿，CBE（1978年4月5日—），是一位英国的技术总监和博通的ASIC架构师。他也是树莓派基金会的创始人和前受托人，现在是树莓派（贸易）有限公司的首席执行官，该公司是树莓派基金会的全资子公司，负责管理基金会的开发工程和贸易活动。他负责设计树莓派的软硬件架构。

## 生活
埃本·厄普顿出生在南威尔士庞蒂普尔附近的庞蒂浦格里菲斯敦，克莱夫·厄普顿是他的父亲。他八周到两岁半的时候住在巴布亚新几内亚的莱城，后来他回到英国，在利兹、伯明翰和伊尔克利长大。
1999年，厄普顿在剑桥大学圣约翰学院取得了物理学和工程学学士学位。2001年，他获得剑桥大学计算机科学文凭。 毕业后，厄普顿成为剑桥大学计算机实验室的一名研究生。
获得博士学位后，他在剑桥大学贾吉商学院攻读工商管理硕士，同时在工业界工作。
厄普顿的妻子为在大学里认识的利兹。

## 职业生涯
在加入博通之前，厄普顿是剑桥大学圣约翰学院计算机科学研究的主任，负责本科生招生工作。在他的学术生涯中，他与人合著了关于移动服务、人机交互（HCI）、蓝牙和数据依赖关系图的论文。他曾是英特尔的访问研究员，Ideaworks3D的创始人和首席技术官，以及IBM的软件工程师。

## 著作
厄普顿曾与父亲合作出版过《Oxford Rhyming Dictionary》等书籍。他与加雷斯·哈尔法里（Gareth Halfacree）合著了《树莓派用户指南》（Raspberry Pi User Guide）。

## 曾获奖项
厄普顿曾获得多项奖项，包括2012年《麻省理工科技评论》（MIT Technology Review）颁发的TR35奖和英国皇家工程科学院（Royal Academy of Engineering）银质奖。
厄普顿在2016年英女王寿辰授勋中被授予大英帝国司令勋章（CBE），以表彰他对英国商业和教育行业做出的贡献。